# غیرممکن (فیلم ۲۰۱۲)
غیرممکن (به اسپانیایی: Lo Imposible) (به انگلیسی: The Impossible) فیلمی محصول اسپانیا به زبان انگلیسی در ژانر فاجعه درام به کارگردانی خوان آنتونیو بایونا و نویسندگی سرخیو گ. سانچس است که در سال ۲۰۱۲ منتشر شد. این فیلم بر پایهٔ تجربهٔ ماریا بلون و خانواده‌اش در جریان سونامی ۲۰۰۴ اقیانوس هند ساخته شده‌است. در این فیلم بازیگران بین‌المللی از جملهٔ نائومی واتس، ایوان مک‌گرگور و تام هالند در اولین تجربه سینمایی خود، حضور دارند.
فیلم بازخوردهای مثبتی از سوی منتقدان دریافت کرد و در زمینهٔ کارگردانی و نقش‌آفرینی‌ها مورد تحسین قرار گرفت. واتس برای هنرنمایی خود در این فیلم نامزد دریافت جایزهٔ اسکار بهترین بازیگر نقش اول زن، جایزهٔ گلدن گلوب بهترین بازیگر زن فیلم درام و جایزهٔ انجمن بازیگران فیلم برای بهترین بازیگر نقش اول زن شد.

## خلاصهٔ داستان
داستانِ غیرممکن بر پایهٔ تجربهٔ ماریا بلون، پزشک اسپانیایی، و خانواده‌اش در سونامی ۲۰۰۴ اقیانوس هند نوشته شده‌است. این خانواده برای گذراندنِ تعطیلات کریسمس به یکی از سواحل تایلند رفته بودند که با سونامی مرگباری مواجه می‌شوند.

## بازیگران
- نائومی واتس در نقش ماریا، پزشک و مادر خانواده بنت.
- ایوان مک‌گرگور در نقش هنری، پدر خانواده بنت.
- تام هالند در نقش لوکاس، پسر دوازده‌ساله خانواده بنت.
- ساموئل جاسلین در نقش توماس، پسر هفت‌ونیم ساله خانواده بنت.
- اوکلی پندرگاست در نقش سیمون، پسر پنج‌ساله خانواده بنت.
- مارتا اتورا در نقش سیمونه
- سونکه مورینگ در نقش کارل، یک مرد آلمانی که سعی در پیدا کردن همسر و دخترش دارد.
- جرالدین چاپلین در نقش پیرزن.

## تولید
این فیلم محصول مشترک دو شرکت فیلم‌سازی اسپانیایی، آپاچز اینترتینمنت و تله‌سینکو سینما است. بسیاری از عوامل فیلم یتیم‌خانه از جملهٔ کارگردان، نویسنده، مدیر تولید، فیلمبردار، آهنگساز و تدوینگر در این فیلم نیز مشارکت داشته‌اند. فیلمبردای غیرممکن در ۲۳ اوت ۲۰۱۰ در سیوداد د لا لوز، استودیویی در آلیکانته، اسپانیا آغاز و در اکتبر در تایلند ادامه یافت.
خوان آنتونیو بایونا، کارگردان فیلم، تصمیم گرفت ملیت شخصیت‌های اصلی را مشخص نکند تا فیلمی جهانی بسازد که در آن ملیت‌ها با طرح داستان ارتباطی نداشته‌باشد.
سونامی با ترکیبی از جلوه‌های ویژه و موج‌های واقعی آب که با حرکت آهسته در یک مخزن آب و با استفاده از مینیاتورهایی که توسط یک موج عظیم از بین رفته بود، بازسازی شد. بایونا تصمیم گرفت به جای استفاده از جلوه‌های ویژه برای خلق امواج دریا، از آب واقعی استفاده کند تا فیلم واقعی‌تر به نظر برسد. به این منظور، نائومی واتس و تام هالند پنج هفته را صرف فیلمبردای در یک مخزن عظیم آب کردند. تام هالند که در زمان فیلمبرداری ۱۴ ساله بود، بعدها آن صحنهٔ را به عنوان «یک محیط ترسناک» توصیف کرد و در ادامه افزود: «شما می‌توانستید تصور کنید که سونامی چقدر بی‌رحمانه بود.»

## انتشار
غیرممکن در ۱۱ اکتبر ۲۰۱۲، توسط برادران وارنر در اسپانیا منتشر شد. حق توزیع در ایالات متحده توسط سامیت انترتینمنت پیش‌خرید شده‌بود. در ۲۶ دسامبر ۲۰۱۱، تیزر فیلم پخش شد پس از انتشار یک تریلر کامل به زبان انگلیسی در ۲۰ اوت ۲۰۱۲، سامیت انترتینمنت تأیید کرد که در ۲۱ دسامبر ۲۰۱۲ فیلم در ایالات متحده بر روی پرده خواهد رفت. غیرممکن در ۱۱ اکتبر ۲۰۱۲ در اسپانیا و در ۱ ژانویه ۲۰۱۳، در ایرلند و بریتانیا به نمایش درآمد. فیلم در ۴ ژانویه ۲۰۱۳، در ایالات متحده اکران شد.
غیرممکن در تاریخ ۱۹ مارس ۲۰۱۳ در ایالات متحده و کانادا و در ۱۳ مه ۲۰۱۳ در اروپا به صورت دی‌وی‌دی و بلوری توزیع شد.

## بازخورد

### بازخورد منتقدین

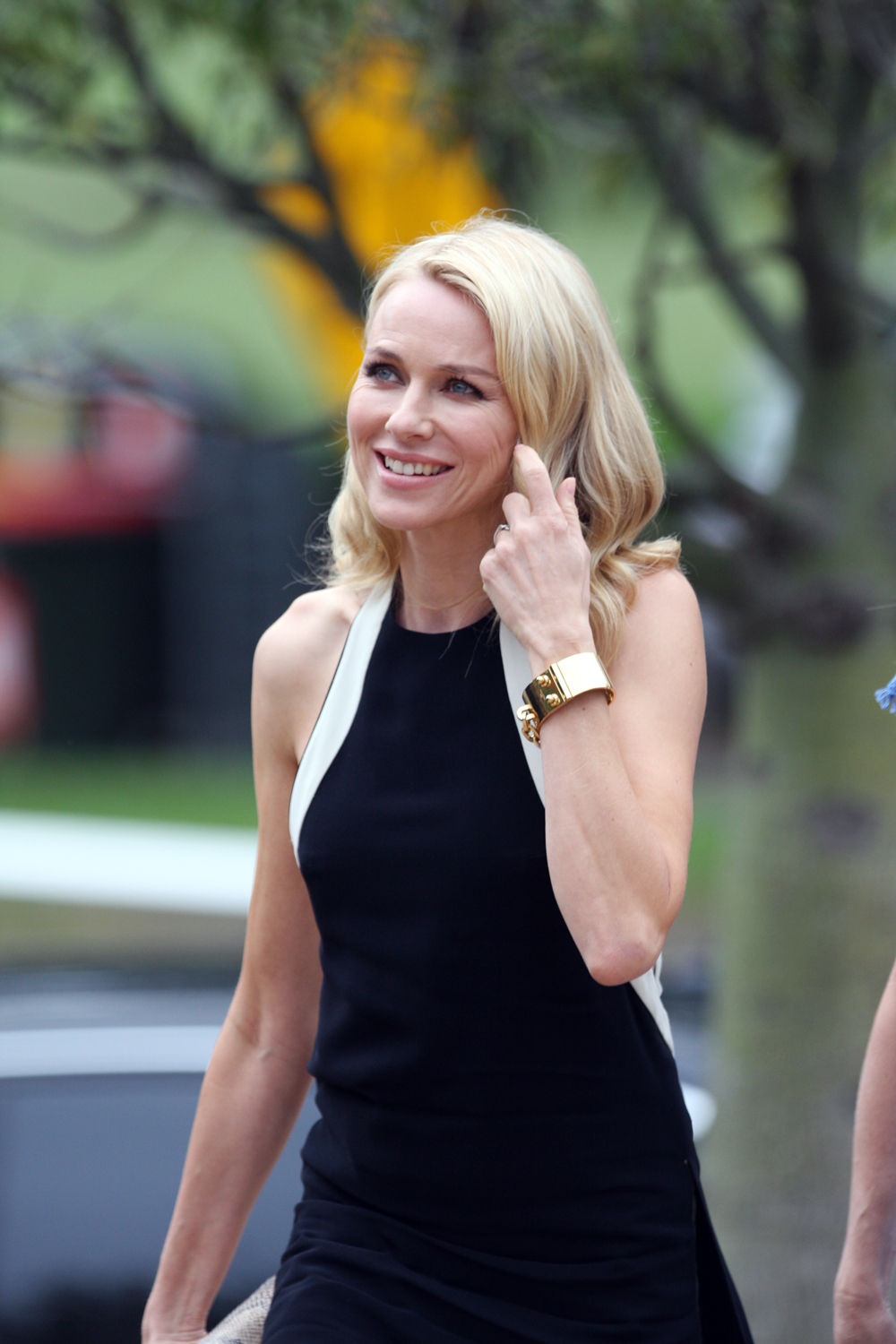
بازی نائومی واتس مورد توجه و تحسین منتقدان قرار گرفت و او دومین نامزدی اسکار و اولین نامزدی گلدن گلوب حرفهٔ خود را کسب کرد.

غیرممکن بازخوردهای مثبتی دریافت کرد. راتن تومیتوز با بررسی نظرات ۲۰۲ منتقد، اعلام کرد که ۸۱٪ آن‌ها نظر مثبت دربارهٔ فیلم داشته‌اند و به صورت میانگین نمرهٔ ۷٫۳ از ۱۰ به آن داده‌اند. در جمع‌بندی منتقدان راتن تومیتوز آمده‌است: «فیلمنامه به اندازهٔ کارگردانی یا اجرای بازیگران قوی نیست، اما با وجود چنین داستان واقعی شگفت‌انگیزی که در مرکز آن قرار دارد، غیرممکن هرگز کمتر از قانع‌کننده نیست.» متاکریتیک بر اساس نظرات ۴۲ منتقد، به این فیلم نمرهٔ ۷۳ از ۱۰۰ داده‌است که حاکی از «نظرات عموماً مثبت» است.
راجر ایبرت از شیکاگو سان-تایمز به فیلم چهار ستاره کامل داد و با تمجید از عملکرد بازیگران و کارگردانی بایونا، آن را «یکی از بهترین فیلم‌های سال» نامید.
دبورا یانگ از هالیوود ریپورتر با تحسین دو ستاره اصلی فیلم، واکنش مثبتی به فیلم داشت و در بخشی از نقد خود نوشته: «واتس در نقش ماریا که اشک‌هایش از روی ترس و نگرانی هرگز ساختگی به نظر نمی‌رسد، بار عظیمی از احساسات را در خود جای داده‌است. مک‌گرگور نیز در نقش هنری که مظطرب است، تنش را حفظ می‌کند.» او فیلم را «یکی از واقعی‌ترین فیلم‌های ژانر فاجعه در دههٔ اخیر» نامید.
جاستین چانگ از ورایتی با تمجید از کارگردانی بایونا و نویسندگی سانچز، «وزن احساسی» فیلم را ستود و دربارهٔ بازی بازیگران افزود: «مک‌گرگور یکی از بهترین بازی‌های اخیر خود را به نمایش می‌گذارد و هالند در اولین تجربه سینمایی خود در نقش یک کودک مهربان فوق‌العاده است.»
دیمون وایز از گاردین به فیلم چهار ستاره از پنج ستاره داد و بازی‌ها را ستود. او در بخشی از نقد خود نوشت: «واتس در نقش ماریا هم آسیب‌پذیر و هم شجاع است و صحنه‌های او با تام هالند، از بهترین صحنه‌های فیلم است. مک‌گرگور در نقش قهرمان فیلم، یکی از بهترین بازی‌های خود را به نمایش می‌گذارد.» او دربارهٔ فیلم افزود: «بخشی از جذابیت این درام تأثیرگذار و قدرتمند این است که بیننده را در هر مرحلهٔ در لحظهٔ قرار می‌دهد و با استفادهٔ از لوکیشن‌های معتبر و بازماندگان سونامی به واقعیت این حادثه می‌پردازد.»

### بازخورد بازماندگان
سایمون جنکینز، بازماندهٔ بریتانیایی از پورتسموث، در پاسخ به منتقدانی که فیلم را «سیاه‌نمایی» و «بیش از حد دراماتیک» می‌نامیدند، به گاردین نامهٔ نوشت و فیلم را به «شدت دقیق» نامید. او دربارهٔ این نظرات افزود: «هرگز اینگونه نبودم که وقایع گذشته را مرور و تحلیل کنم اما برخی از این مقالات مرا ناامید کردند. اگر این فیلم صرفاً دربارهٔ تعطیلات یک خانواده طبقهٔ متوسط غربی بود، من با نظرات موافقت می‌کردم. برای من دقیقاً برعکس بود. فیلم به جای تمرکز بر بازدیدکنندگان سفیدپوست، حس عمیق جامعهٔ و وحدتی را که من در تایلند تجربه کردم، به تصویر می‌کشد. این مردم تایلند بودند که پس از شروع موج اول، برای کمک به افراد از میان امواج عبور می‌کردند با اینکه آن‌ها به تازگی همه‌چیزشان را از دست داده‌بودند.»

### گیشه
غیرممکن در گیشه نیز بسیار موفق عمل کرد. فیلم در ۱۱ اکتبر ۲۰۱۲ در اسپانیا و در ۶۳۸ سینما اکران شد. تا پایان هفتهٔ اول خود، ۱۱٫۵۶۹٫۳۰۶، به‌طور متوسط ۱۸٫۱۳۴ برای هر سینما فروخت و در جایگاه اول جدول فروش هفتگی قرار گرفت که آن را به پرفروش‌ترین فیلم هفتهٔ اول در اسپانیا تبدیل کرد.

## جوایز
| جوایز                                     | جوایز                       | جوایز                       | جوایز    |
| جایزهٔ                                     | دسته‌بندی                    | دریافت‌کننده                 | نتیجه    |
| ----------------------------------------- | --------------------------- | --------------------------- | -------- |
| اسکار                                     | بهترین بازیگر نقش اول زن    | نائومی واتس                 | نامزدشده |
| گلدن گلوب                                 | بهترین بازیگر زن فیلم درام  | نائومی واتس                 | نامزدشده |
| اکتا                                      | بهترین بازیگر زن بین‌المللی  | نائومی واتس                 | نامزدشده |
| انجمن منتقدان پخش فیلم                    | بهترین بازیگر نقش اول زن    | نائومی واتس                 | نامزدشده |
| انجمن منتقدان پخش فیلم                    | بهترین بازیگر جوان          | تام هالند                   | نامزدشده |
| کاپری                                     | بهترین کارگردان             | خوان آنتونیو بایونا         | پیروز    |
| انجمن منتقدان فیلم شیکاگو                 | بهترین بازیگر زن            | نائومی واتس                 | نامزدشده |
| انجمن منتقدان فیلم شیکاگو                 | امیدوارکننده‌ترین بازیگر     | تام هالند                   | نامزدشده |
| دایرهٔ نویسندگان فیلم اسپانیا              | بهترین فیلم                 | غیرممکن                     | نامزدشده |
| دایرهٔ نویسندگان فیلم اسپانیا              | بهترین بازیگر زن            | نائومی واتس                 | پیروز    |
| دایرهٔ نویسندگان فیلم اسپانیا              | بهترین بازیگر جوان          | تام هالند                   | نامزدشده |
| دایرهٔ نویسندگان فیلم اسپانیا              | بهترین کارگردان             | خوان آنتونیو بایونا         | نامزدشده |
| دایرهٔ نویسندگان فیلم اسپانیا              | بهترین فیلمنامه             | سرخیو گ. سانچس              | نامزدشده |
| دایرهٔ نویسندگان فیلم اسپانیا              | بهترین فیلمبردای            | اسکار فوراً                  | نامزدشده |
| دایرهٔ نویسندگان فیلم اسپانیا              | بهترین تدوین                | برانت ویلاپلانا و النا روئز | نامزدشده |
| انجمن منتقدان فیلم کولومبنز               | بهترین بازیگر زن            | نائومی واتس                 | نامزدشده |
| جامعه منتقدان فیلم دیترویت                | بهترین فیلم                 | غیرممکن                     | نامزدشده |
| جامعه منتقدان فیلم دیترویت                | بهترین کارگردان             | خوان آنتونیو بایونا         | نامزدشده |
| جامعه منتقدان فیلم دیترویت                | بهترین بازیگر زن            | نائومی واتس                 | نامزدشده |
| جامعه منتقدان فیلم دیترویت                | بهترین بازیگر مکمل          | یوان مک‌گرگور                | نامزدشده |
| امپایر                                    | بهترین بازیگر تازه‌وارد      | تام هالند                   | پیروز    |
| امپایر                                    | بهترین بازیگر زن            | نائومی واتس                 | نامزدشده |
| گائودی                                    | بهترین کارگردان             | خوان آنتونیو بایونا         | پیروز    |
| گائودی                                    | بهترین تدوین                | النا روئز و برانت ویلاپلانا | پیروز    |
| گائودی                                    | بهترین فیلمبردای            | اسکار فوراً                  | پیروز    |
| گائودی                                    | بهترین صداگذاری             | مارک اورتس                  | پیروز    |
| گائودی                                    | بهترین گریم                 | دیوید مارتی                 | پیروز    |
| گائودی                                    | بهترین فیلم اروپایی         | غیرممکن                     | پیروز    |
| گویا                                      | بهترین فیلم                 | غیرممکن                     | نامزدشده |
| گویا                                      | بهترین کارگردان             | خوان آنتونیو بایونا         | پیروز    |
| گویا                                      | بهترین بازیگر زن            | نائومی واتس                 | نامزدشده |
| گویا                                      | بهترین بازیگر پشتیبان       | یوان مک‌گرگور                | نامزدشده |
| گویا                                      | بهترین بازیگر جوان          | تام هالند                   | نامزدشده |
| گویا                                      | بهترین فیلمنامه             | سرخیو گ. سانچس              | نامزدشده |
| گویا                                      | بهترین فیلمبردای            | اسکار فوراً                  | نامزدشده |
| گویا                                      | بهترین تدوین                | النا روئز و برانت ویلاپلانا | پیروز    |
| گویا                                      | بهترین صداگذاری             | مارک اورتس                  | پیروز    |
| گویا                                      | بهترین جلوه‌های ویژه         | فلیکس برگس                  | پیروز    |
| جشنواره فیلم هالیوود                      | توجه ویژه                   | تام هالند                   | پیروز    |
| جامعه منتقدان فیلم هیوستون                | بهترین بازیگر زن            | نائومی واتس                 | نامزدشده |
| انجمن منتقدان فیلم لاس وگاس               | بهترین فیلم                 | غیرممکن                     | نامزدشده |
| دایره منتقدان فیلم لندن                   | بازیگر جوان بریتانیایی سال  | تام هالند                   | پیروز    |
| جشنواره بین‌المللی فیلم پام اسپرینگز       | شایستگی ویژه                | نائومی واتس                 | پیروز    |
| انجمن منتقدان فیلم فونیکس                 | بهترین بازیگر جوان          | تام هالند                   | پیروز    |
| انجمن منتقدان فیلم سن دیگو                | بهترین بازیگر زن            | نائومی واتس                 | نامزدشده |
| جایزه سانت جوردی                          | بهترین فیلم اسپانیایی       | غیرممکن                     | پیروز    |
| جایزه ساترن                               | بهترین بازیگر زن            | نائومی واتس                 | نامزدشده |
| جایزه ساترن                               | بهترین بازیگر جوان          | تام هالند                   | نامزدشده |
| جایزه ساترن                               | بهترین گریم                 | دیوید مارتین                | نامزدشده |
| انجمن بازیگران فیلم                       | بهترین بازیگر زن            | نائومی واتس                 | نامزدشده |
| جوایز برگزیده نوجوانان                    | بهترین فیلم درام            | غیرممکن                     | نامزدشده |
| جوایز برگزیده نوجوانان                    | بهترین بازیگر زن فیلم درام  | نائومی واتس                 | نامزدشده |
| انجمن منتقدان فیلم منطقه واشینگتن، دی.سی. | بهترین بازیگر جوان          | تام هالند                   | نامزدشده |
| جایزه هنرمند جوان                         | بهترین بازیگر نقش مکمل جوان | تام هالند                   | پیروز    |